# István Aranyos
István Aranyos (* 25. April 1942 in Budapest; † 22. September 2022) war ein ungarischer Turner.

## Biografie
István Aranyos nahm an den Olympischen Sommerspielen 1964 in Tokio und 1968 in Mexiko-Stadt teil. Beide Mal ging er an allen Geräten an den Start, konnte jedoch keines der Finals erreichen.
Im Alter von 60 Jahren musste er sich einer Herztransplantation unterziehen. Die Operation verlief erfolgreich und er lebte noch zwanzig Jahre, ehe er im September 2022 im Alter von 80 Jahren starb.